# 美郷町立美郷中学校
美郷町立美郷中学校（みさとちょうりつ みさとちゅうがっこう）は、秋田県仙北郡美郷町にある公立中学校。

## 概要
2009年6月に提出された「美郷町学校再編計画」により美郷町内に設置されていた3校の中学校を統合し、2012年に開校した。
校歌は著名な詩人の谷川俊太郎の作詞である。

## 沿革

### 経緯
2012年4月、美郷町立千畑中学校、美郷町立六郷中学校、美郷町立仙南中学校が統合し「美郷町立美郷中学校」が開校。

### 年表
- 2012年
  - 4月1日 - 開校
  - 6月3日 - 開校記念式典・記念講演を行う
  - 11月21日 - 自主公開研究会を開催
- 2013年
  - 9月25日 - 「全国生徒会サミット」参加
  - 11月10日 - 谷川俊太郎さんと語る会を開催
- 2016年
  - 開校5周年記念事業
    - 7月3日 - 金澤翔子席上揮毫 「共にいきる」

## 教育方針
心ひとつに　明日を拓く

### 目指す姿
- 学校像：「美郷中が一番」と誇れる学校
- 生徒像：自らを律し、自ら行動したり挑戦したりする生徒(生活力、行動力、体力)
- 教師像：深い教育愛と実践的指導力を身に付けた教師

## 学校行事
| - 4月 始業式・入学式 - 5月 実力テスト - 6月 前期中間テスト | - 7月 夏期休業 - 8月 休み明けテスト - 9月 前期期末テスト | - 10月 前期終業式・後期始業式・秋季休業 - 11月 - 12月 後期中間テスト・冬季休業 | - 1月 冬季休業 - 2月 後期期末テスト - 3月 後期終業式・卒業式・春季休業 |

## 生徒会活動
- 生活委員会
- 学習委員会
- 体育委員会
- 保健委員会
- 環境委員会
- 給食委員会
- 交通安全委員会
- JRC委員会
- 応援委員会
- 選挙管理委員会

10月11日の前期修了式が終わった直後に開催された臨時生徒総会により、環境委員会と整美委員会の統合が決議され、賛成多数で可決された。

## 部活動
- 運動系部活動
  - 野球部
  - サッカー部
  - バレー部
  - 男子バスケットボール部
  - 女子バスケットボール部
  - 男子ソフトテニス部
  - 女子ソフトテニス部
  - 男子バドミントン部
  - 女子バドミントン部
  - 男子卓球部
  - 女子卓球部
  - 水泳部
  - 相撲部
- 季節部 
  - 陸上部
  - 駅伝部
  - スキー部
- 文化系部活動
  - 科学部
  - 吹奏楽部
  - 美術部
  - インターアクト部

## 通学区域
- 美郷町

## 進学前小学校
- 美郷町立六郷小学校
- 美郷町立千畑小学校
- 美郷町立仙南小学校

## 著名出身者
- 藤井黎來 (プロ野球選手)